# Pierre McGuire
Pierre McGuire, född 8 augusti 1961 i Englewood, New Jersey, är en kanadensisk-amerikansk ishockeyanalytiker och tidigare ishockeytränare som medverkar i NHL on NBC på TV-kanalen NBC i USA. McGuire, som är känd för sin entusiastiska och hängivna kommentatorsstil, arbetade tidigare på den kanadensiska TV-kanalen TSN. Säsongen 1993–94 tränade han Hartford Whalers i NHL.

## Scout
Pierre McGuire arbetade som spelarscout för Pittsburgh Penguins organisation från 1990 till 1992 och var med om att vinna två Stanley Cup med laget, 1991 och 1992.

## Tränare
McGuire fick jobb som assisterande tränare i Hartford Whalers säsongen 1992–93 under huvudtränaren Paul Holmgren. Han fungerade dessutom som assisterande general manager för Whalers samma säsong. Whalers missade slutspelet efter att ha slutat näst sist i Prince of Wales Conference med 58 poäng på 84 matcher.
16 november 1993, 17 matcher in på säsongen 1993–94, tog McGuire över Holmgrens sysslor som huvudtränare då Holmgren utsågs till lagets nye general manager. McGuire ledde Whalers under 67 matcher med 23 vinster, 37 förluster och 7 oavgjorda matcher som resultat. Whalers missade åter igen slutspelet efter att ha samlat ihop 63 poäng på 84 matcher. 19 maj 1994 fick McGuire sparken från sin position som tränare för Hartford Whalers.  
Säsongen 1996–97 tränade McGuire Baton Rouge Kingfish i ECHL. Laget slutade på sjunde plats i South Division med 31 vinster, 33 förluster och 6 oavgjorda matcher.

### Statistik
M = Matcher, V = Vinster, F = Förluster, O = Oavgjorda, P = Poäng
| Lag              | Säsong  | Grundserie | Grundserie | Grundserie | Grundserie | Grundserie | Grundserie               | Slutspel |
| Lag              | Säsong  | M          | V          | F          | O          | P          | Resultat                 | Resultat |
| ---------------- | ------- | ---------- | ---------- | ---------- | ---------- | ---------- | ------------------------ | -------- |
| Hartford Whalers | 1993–94 | 67         | 23         | 37         | 7          | 53         | 6:a i Northeast Division | –        |

## Ishockeyanalytiker
Efter att McGuire inte fått förnyat kontrakt med Baton Rouge Kingfish antog han en ny karriär som expertkommentator för Montreal Canadiens på radiokanalen CJAD i Montreal, samma stad som han vuxit upp i. 1999 fick han jobb som expertkommentator på TV-kanalen TSN. 2006 anslöt McGuire även till NBC Sports som lagt beslag på sändningsrättigheter till NHL. 2011 lämnade han TSN för att arbeta heltid på NBC Sports och NBC Sports Network.